# モーリタニアの政党
モーリタニアの政党では、モーリタニアにおける政党について説明する。

## モーリタニアの政党制
2005年まで、モーリタニアの政党制は民主社会共和党（現在の民主改革共和党）の一党優位政党制であった。野党は存在するものの、いずれも勢力は脆弱であり実際権力からは遠い位置に置かれていた。2005年8月、軍事クーデターにより暫定軍事政権である正義（公正）民主軍事評議会が権力を掌握した。正義民主軍事評議会は、政治的多元主義（プルーラリズム）と開放に基づく民主化プロセスを発表し、欧米諸国からも評価を得た上で総選挙を実施した。総選挙の結果、第一党となったのは、開発民主国民協定である。しかし2008年に軍事クーデターが起こり、高等国家評議会が設置、政党は再び制限された。2009年の大統領選挙、総選挙で軍事政権側は新たに与党、共和国連合を結成した。
2009年選挙には一部政党は参加をボイコットしている。

### 主要政党
- 変革のための行動 (Action pour changement、APC、Action for Change)
- 正義民主同盟・改革運動 (Alliance pour la Justice et la Démocratie/Mouvement pour la Rénovation、AJD/MR、Alliance for Justice and Democracy/Movement for Renewal)
- 人民戦線 (Front Populaire、People's Front)
- 民主統一連合 (Rassemblement pour la Démocratie et l'Unité、RDU、Rally for Democracy and Unity)
- 民主勢力連合 (Regroupement des Forces Démocratiques、RFD、Rally of Democratic Forces)
- 開発民主国民協定 (Pacte National pour la Démocratie et le Développement / ADIL、PNDD-ADIL、National Pact for Development and Democracy)[1][2][3]
- 民主改革共和党 (Parti Républicain Démocratique et Renouvellement、PRDR、Republican Party for Democracy and Renewal)
- 民主主義と進歩のための連合 (Union pour la Démocratie et le Progrès、UDP、Union for Democracy and Progress)
- 民主勢力連合 (Union des Forces Démocratiques、UFD、Union of Democratic Forces)
- 進歩勢力連合 (Union des Forces du Progrès、UFP、Union of Progress Forces)
- 共和国連合 (Union pour le republique、UPR、Union for the Republic) - 2008年軍事政権の政党。
- Tawassoul党 (Tawassoul party) - イスラム急進派。2007年合法化。[4]

### 政党連合
- 民主防衛国民戦線 (Front national pour la défense de la démocratie、FNDD、National Front for the Defence of Democracy)

2009年反共和国連合の諸政党による政党連合として結成された。開発民主国民協定、APP、進歩勢力連合、Tawassoul党が参加。民主勢力連合と統一野党を結成している。

### 非合法政党
- 変革のための行動 (Action for Change)
- バース党など政府により過激派指定された政治団体は、法律的保護の範疇から外れる。